# Phemeranthus oligospermus
Phemeranthus oligospermus är en källörtsväxtart som först beskrevs av Townshend Stith Brandegee, och fick sitt nu gällande namn av Gilberto Ocampo. Phemeranthus oligospermus ingår i släktet Phemeranthus och familjen källörtsväxter. Inga underarter finns listade i Catalogue of Life.